# Yu Xu
Yu Xu (em chinês:  余旭; Chengdu, março de 1986 — Hebei, 12 de novembro de 2016) foi uma piloto de caça chinesa que serviu como líder do esquadrão de voo na equipe acrobática 1.º de Agosto da Força Aérea do Exército Popular de Libertação.

## Início de vida
Yu nasceu em Chengdu, capital da província de Sichuan, no sudoeste da China.

## Educação
Yu entrou no exército como estudante na Universidade de Aviação da Força Aérea do Exército Popular de Libertação em 2005 e se formou em 2009. Dezesseis mulheres (incluindo Yu) se formaram naquele ano, o que a tornou uma das primeiras mulheres certificadas para voar em jatos de combate.

## Carreira
Yu ingressou na Força Aérea do Exército Popular de Libertação em setembro de 2005. Yu apareceu com as outras pilotos na Gala de Ano Novo da CCTV de 2010. Em 2012, ela foi certificada para voar no Chengdu J-10, jato monomotor.

## Morte
Yu morreu durante uma sessão de treinamento acrobático em 12 de novembro de 2016 após ser atingida por outro avião enquanto estava sendo ejetada do cockpit do J-10. No entanto, alguns jornais oficiais relataram que ela não conseguiu ejetar seu avião a tempo antes que ele atingisse o solo. Citando fontes militares e testemunhas, é dito que Yu se ejetou de sua aeronave após colidir com outra durante o treinamento. Após a ejeção, a asa de outro avião atingiu Yu, matando-a, de acordo com um relatório do China Daily. O copiloto de Yu foi ejetado com segurança e sobreviveu, disse o relatório. O outro jato também pousou com segurança. No Weibo, Yu foi saudada como uma heroína. "Yu Xu é a nossa piloto mulher de que mais nos orgulhamos. A morte dela é uma grande perda para nosso país", estava escrito em um pôster. Suas cinzas foram levadas ao centro esportivo de Chongzhou para uma comemoração pública: 360 000 pessoas de todo o país foram para manifestar o pesar de sua morte e colocar flores do lado de fora do salão de luto. As cinzas da piloto Yu Xu foram devolvidas à sua cidade natal, Chongzhou, na província de Sujuão, no sudoeste, e colocadas em um cemitério de mártires revolucionários.